# شاه بی‌لی (آق‌سو)
شاه بی‌لی (به لاتین: Şahbəyli) یک منطقه مسکونی در جمهوری آذربایجان است که در شهرستان آق‌سو واقع شده است. شاه بی‌لی ۲۹۱ نفر جمعیت دارد.